# 情報数理学科
情報数理学科（じょうほうすうりがくか、英称：Department of Mathematical Sciences ）は、情報数理に関する分野を教育研究する、大学の学科のひとつ。

## 情報数理学科を置く大学・学部
- 東海大学 理学部（1974年度～）
- 明治学院大学 情報数理学部（2024年度～）
- 城西大学 理学部（2024年度〜）

## 情報数理学科と類似する学科名称
- 弘前大学 理工学部 数理システム科学科
- 山形大学 理学部 数理科学科
- 千葉大学 理学部 数学・情報数理学科
- 信州大学 理学部 数理・自然情報科学科
- 岡山大学 環境理工学部 環境数理学科
- 島根大学 総合理工学部 数理・情報システム学科
- 山口大学 理学部 数理科学科
- 高知大学 理学部 数理情報科学科
- 熊本大学 理学部 数理科学科
- 鹿児島大学 理学部 数理情報科学科
- 琉球大学 理学部 数理科学科
- 東京理科大学 理学部 第一部 数理情報科学科
- 東京女子大学 現代教養学部 数理科学科
- 南山大学 情報理工学部 情報システム数理学科
- 山陽小野田市立山口東京理科大学 工学部 数理情報科学科
- 神奈川大学 情報学部 システム数理学科

## 情報数理学を専攻できる大学・学科・専攻
- 茨城大学 理学部 理学科 数学・情報数理コース
- 早稲田大学 基幹理工学部 応用数理学科 情報数理分野
- 明治大学 総合数理学部
- 青山学院大学 理工学部 物理・数理学科
- 東京電機大学 理工学部 理工学科 数理情報学コース
- 立命館大学 理工学部 数学物理系 数理科学科 情報数理コース
- 龍谷大学 先端理工学部 数理・情報科学課程
- 大阪工業大学 情報科学部 情報システム学科数理科学、データサイエンス学科数理統計